# Ugyops kellersi
Ugyops kellersi är en insektsart som beskrevs av Frederick Arthur Godfrey Muir 1921. Ugyops kellersi ingår i släktet Ugyops och familjen sporrstritar. Inga underarter finns listade i Catalogue of Life.